# 谁杀了她 (新加坡电视剧)
《谁杀了她》（英語：Kill Sera Sera）是新加坡堂堂映画制作公司制作的电视剧，并由新传媒私人有限公司呈现，KKTV联合出品。本剧由宣萱、李铭顺、温昇豪、徐彬、黄暄婷领衔主演，并由张值豪、张信祥、林昭婷、许美珍、林绿等共同演出，曹国辉、陈慧慧、刘子绚、林明伦友情客串。
本剧在新加坡为成熟级（M18），仅限于meWatch和新传媒剧集YouTube频道（年龄限制，18+）观看。而在台湾则为播出删减版（辅15级）以符合台湾的电视节目分级制度。

## 播出时间
| 频道       | 所在地   | 播放日期      | 首播時间                                     |
| ---------- | -------- | ------------- | -------------------------------------------- |
| meWATCH    | 新加坡   | 2024年1月8日  | 每周一更新3集                                |
| KKTV       | 臺灣     | 2024年1月19日 | 首週五、六播出2集 次週起，每週五23:00播出1集 |
| 三立都會台 | 臺灣     | 2024年1月19日 | 首週五、六播出2集 次週起，每週五23:00播出1集 |
| MyVideo    | 臺灣     | 2024年1月20日 | 首週六播出2集 次週起，每週六12:00播出1集     |
| Astro AEC  | 马来西亚 | 2025年5月22日 | 周一至周五20:30播出1集，23:00及次日13:00重播 |

## 故事大纲
来自香港的著名艺术家邵若云（宣萱 饰演）与丈夫孙艾伦（李铭顺 饰演）育有幸福家庭，一直到女儿孙善琪（黄暄婷 饰演）在闰年2月29日晚遭杀害，截肢大腿被套上日本浮世绘丝袜弃河寻获。若云后来从警方得知一直是乖乖女的善琪居然化身为色情网站的网主Freedom，客户可付钱让她脱衣。完美家庭顿时破裂，若云更发现丈夫艾伦竟无意成为观看善琪脱衣的观众之一，接受不了的若云与艾伦离婚。祸不单行，儿子善文（张值豪 饰演）更卷入另一宗案件。负责善琪案件的警探国光（徐彬 饰演）在调查过程也隐瞒自己曾与未成年的善琪发生过一夜情，神秘的牧师雅各（温昇豪 饰演）也似乎有所牵连。案情扑朔迷离，若云坚信女儿是被连环杀手—闰日杀手所杀的。为了引对方再出手，若云模仿对方干案手法谋害另壹名少女。选择了仇更仇的不归路，若云得到了什么？凶手，究竟是谁？

## 演员表
| 演员   | 角色   | 介绍                                                             |
| 宣萱   | 邵若云 | 雕塑家 孙善琪、孙善文之母                                        |
| 李铭顺 | 孙艾伦 | Allan 孙善琪、孙善文之父                                         |
| 温昇豪 | 张雅各 | 牧师 张婷婷之父                                                  |
| 徐彬   | 林国光 | 警察 符大树之徒弟                                                |
| 黄暄婷 | 孙善琪 | Sera 孙艾伦、邵若云之女 孙善文之姐 于2020年2月29日被闰日杀手杀死 |
| 张值豪 | 孙善文 | 孙艾伦、邵若云之子 孙善琪之弟                                    |
| 张信祥 | 符大树 | 警察 林国光之师傅                                                |
| 林绿   | Ruby   | 网吧店员                                                         |
| 林昭婷 | 张婷婷 | 张雅各之女                                                       |
| 许美珍 | 卓莉莉 | Ruby之母                                                         |
| 刘子绚 |        | 展览厅老板                                                       |
| 林明伦 | 孙德辉 |                                                                  |
| 曹国辉 | 邓万豪 |                                                                  |

## 獎項
| 2024 | 亞洲影藝創意大獎    |                          |        |        |      |
| 2024 | 亞洲影藝創意大獎    | 新加坡最佳女配角         | 林綠   | Ruby   | 獲獎 |
| 2024 | 亞洲影藝創意大獎    | 新加坡最佳剪輯           | 谢佩欣 | 不適用 | 獲獎 |
| 2024 | 亞洲影藝創意大獎    | 新加坡最佳原創劇本       | 洪汐   | 不適用 | 獲獎 |
| 2024 | 亞洲影藝創意大獎    | 新加坡最佳宣傳片或預告片 | 不適用 | 不適用 | 獲獎 |
| 2024 | 第29屆 亞洲電視大獎 |                          |        |        |      |
| 2024 | 第29屆 亞洲電視大獎 | 最佳網絡劇女主角         | 宣萱   | 邵若云 | 獲獎 |
| 2024 | 第29屆 亞洲電視大獎 | 最佳男主角               | 李銘順 | 孙艾伦 | 提名 |
| 2024 | 第29屆 亞洲電視大獎 | 最佳網絡劇男主角         | 李銘順 | 孙艾伦 | 提名 |
| 2024 | 第29屆 亞洲電視大獎 | 最佳網絡劇男主角         | 温昇豪 | 張雅各 | 提名 |
| 2024 | 第29屆 亞洲電視大獎 | 最佳女配角               | 林绿   | Ruby   | 提名 |
| 2024 | 第29屆 亞洲電視大獎 | 最佳原創劇本             | 洪汐   | 不適用 | 提名 |
| 2024 | 第29屆 亞洲電視大獎 | 最佳藝術指導             | 郑慧莹 | 不適用 | 提名 |
| 2024 | 第29屆 亞洲電視大獎 | 最佳原創網絡劇           | 不適用 | 不適用 | 提名 |
| 2025 | 第30屆 紅星大獎2025 |                          |        |        |      |
| 2025 | 第30屆 紅星大獎2025 | 最佳男主角               | 李銘順 | 孙艾伦 | 獲獎 |
| 2025 | 第30屆 紅星大獎2025 | 最佳女主角               | 宣萱   | 邵若云 | 獲獎 |
| 2025 | 第30屆 紅星大獎2025 | 最佳男配角               | 徐彬   | 林国光 | 提名 |
| 2025 | 第30屆 紅星大獎2025 | 最佳女配角               | 林绿   | Ruby   | 提名 |
| 2025 | 第30屆 紅星大獎2025 | 最佳戏剧                 | 不適用 | 不適用 | 提名 |